# Ekonomska globalizacija
Ekonomska globalizacija je povećana ekonomska međuovisnost nacionalnih gospodarstava diljem svijeta kroz naglo povećanje prekograničnog kretanja roba, usluga, tehnologije i kapitala.
Dok se globalizacija okuplja oko brzog razvoja znanosti, tehnologije i povećane prekogranične podjele rada, ekonomska globalizacija odlikuje se brzim rastom važnosti informacija u svim vrstama proizvodnih djelatnosti i napretkom znanosti i tehnologije. Ovisno o paradigmi, ekonomsku globalizaciju može se promatrati kao pozitivnu ili negativnu pojavu.
Ekonomska globalizacija obuhvaća globalizaciju proizvodnje, tržišta, konkurencije, tehnologije i poduzeća te industrije. Ekonomska globalizacija prisutna je posljednjih nekoliko stotina godina (od pojave transnacionalne trgovine), a naglo se povećala tijekom posljednjih 20-30 godina u okviru Općeg sporazuma o carinama i trgovini (GATT) i Svjetske trgovinske organizacije, čime zemlje članice postupno smanjuju trgovinske barijere. Ovaj nedavni procvat dogodio se u velikoj mjeri, zbog integracije razvijenih ekonomija s manje razvijenim ekonomijama, putem izravnih stranih ulaganja, smanjenja trgovinskih barijera, te u mnogim slučajevima prekograničnom imigracijom.
Postoje statistički dokazi o pozitivnim financijskim učincima ekonomske globalizacije, kao i izvješća kako postoji neravnoteža između zemalja u razvoju i razvijenih zemalja u globalnom gospodarstvu. Ekonomska globalizacija ima utjecaj i na identitet i kulture zemalja.